# Osted
Osted er en by på Midtsjælland med 2.266 indbyggere  (2024), beliggende i Osted Sogn omkring Primærrute 14 mellem Roskilde og Ringsted. Osted ligger i Lejre Kommune og tilhører Region Sjælland. Byen blev tidligere skrevet Ousted eller Ovsted.
Osted Kirke er fra omkring 1200 med adskillige senere tilbygninger. Dets kor og skib er opført i romansk stil, mens tilbygningerne er i gotisk/sengotisk/nygotisk stil.
I Osted ligger den grundtvig-koldske friskole Osted Fri- og Efterskole (oprettet 1917) samt en folkeskole.
Frem til midten af 2008, hørte byen under postdistriktet 4000 Roskilde, men blev pga. et nyt distibutionscenter henlagt under 4320 Lejre. 
Blandt virkomhederne i byen er ConvaTec, der er en engelsk-amerikansk virksomhed der fremstille medicinsk udstyr. I 1966 blev virksomheden Dansk Fryse Økonomi etableret i byen. Den lukkede igen i 1992.
Jazzmusikeren Niels-Henning Ørsted Pedersen blev født i Osted.